# 延州 (广西壮族自治区)
延州，中国唐朝时设置的州。
唐太宗貞觀十三年（639年）招抚西赵蛮设置延州，属黔州都督府，治今广西壮族自治区南丹县西北巴平、六寨镇之间。贞观二十一年（647年）改属充州都督府。唐高宗龙朔三年（663年）改属黔州都督府。武则天聖曆元年（698年）改属庄州都督府。唐中宗景龙四年（710年）改属播州都督府。唐玄宗先天二年（713年）改属黔州都督府。唐宪宗元和二年（807年）改属黔州观察使。元朝改置为延州长官司。